# 史密斯學院
史密斯學院（英語：Smith College）是一所位於美国麻薩諸塞州北安普敦的獨立私立女子文理學院。史密斯學院創立於1871年，是著名的七姊妹學院成員之一。

## 历史

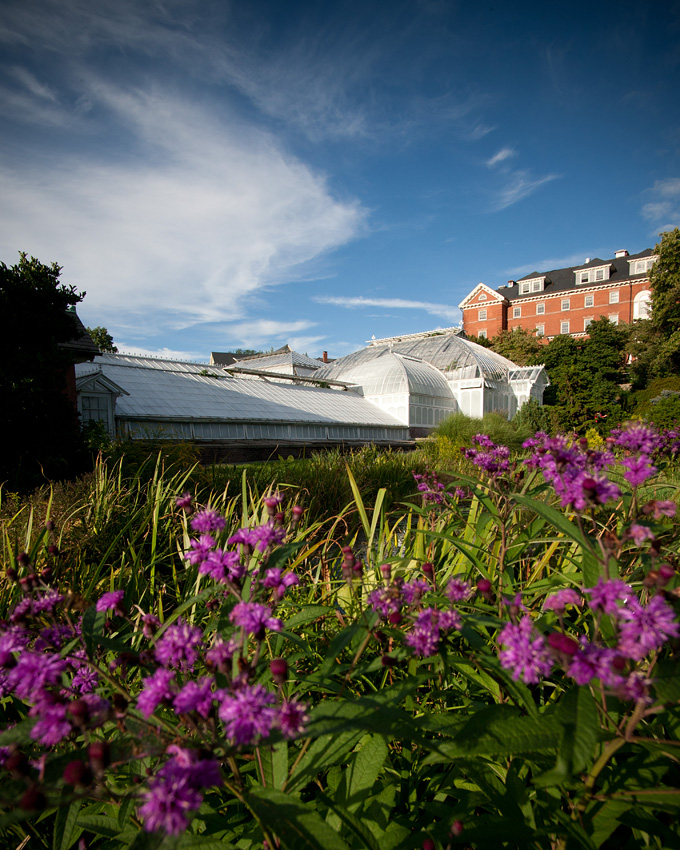
史密斯學院植物園一景

史密斯學院按索菲亞·史密斯（馬薩諸塞州農家女，65歲上繼承富有的農場主父親的遺產）遺囑創立於1871年，1875年開學，首屆學生14名，教員6名。1915年秋入學學生已上升至1,724名，教員達163名。21世紀初學生數接近三千人，成為規模最大的美國女性捐建的學院。

## 學術
該學院是美國最好的文理學院之一。

## 校友
史密斯學院的畢業生中，有不少來自美國知名的政治家族或在日後成為政經或學術、文藝界的名人，其中包括著名诗人西尔维亚·普拉斯、萳西·雷根與芭芭拉·布希兩位前美國第一夫人，與尼克森的次女、艾森豪的孫媳茱莉·尼克森·艾森豪（Julie Nixon Eisenhower）、曾任復旦大學校長的谢希德等人。著名心理学家科特·考夫卡、弗里茨·海德及美籍华人物理学家吴健雄則曾任教于该学院。
西尔维亚·普拉斯在1957至1958年期间，从英国回到美国，在母校担任英语语言与文学课程的教师。其自传体小说《钟形罩》（The Bell Jar）中曾提及在该校求学的经历。今天，学校图书馆和特藏室存有普拉斯的手稿。

## 外部連結
- 官方网站
- Official athletics website （页面存档备份，存于）
- The Sophian （页面存档备份，存于）, Smith's student newspaper